# Bithek
A bithek (angolos írásmóddal: Bith) a Csillagok háborúja elképzelt univerzumának egyik értelmes faja.

## Leírásuk
A bithek igen fejlett értelmes élőlények. A Clak'dor VII nevű bolygóról származnak, de manapság a Galaxis legtöbb részén megtalálhatók. E fajnak három alfaja van: a törzs alfaj, amely a legismertebb és leggyakoribb; az elszigetelten élő aalagarok és a legyőzött y'bithek. Átlagmagasságuk 1,5-1,75 méter. A legfőbb jellemzőjük a hatalmas fejük. Bőrszínük világos rózsaszín vagy sárga, ritka esetben akár zöld is lehet. Nincsen szőrzetük. Nagy szemük fekete, és nincsen rajta csukható szemhéj. A látásuk, szaglásuk és hallásuk igen fejlett. A lábaikon nincsenek lábujjak. Mindkét kezükön öt-öt hosszú ujj van; a kisujj is azt a szerepet tölti be, mint a hüvelykujj, emiatt a bithek igen ügyesen végzik a legérzékenyebb műtéteket is. A többi emberszerű lénytől eltérően csak egy tüdejük van, és a bőrükön keresztül is képesek lélegezni. Nincs szokásos orruk, hanem az arcuk alatti redőkben szaglószervek ülnek. A nagy szemük miatt a látásuk olyan éles, hogy közelről a mikroszkopikus tárgyakat is meglátják; ennek következtében távolra nemigen látnak jól. A hallásuk is nagyon jó, de ha hangbomba robban mellettük, akkor az erős hang hatására lerobbanhat a fejük, bár ez inkabb csak legenda.
Már nincs szükségük alvásra, inkább négy órán keresztül meditatív transzban szenderednek. Habár két nemük van, kicsinyeik nem a párzás útján jönnek létre, hanem a két egyed beadja az úgynevezett  Computer Mating Service-be a genetikai anyagát, ahol megvizsgálják, és egy év alatt egy mesterséges méh segítségével létrehozzák a bith gyereket.
Anyanyelvük a bith nyelv. A gyermekkoruk 1-11 év között van, a fiatalok 12-15 évesek, a felnőttek 16-50 év körüliek, az idősebbek 51-70 évesek; 71-84 évesen már öregnek számítanak. Néhányuk életkora meghaladja a 85 standard évet is.

## Történelmük
Ez az értelmes nép már évmilliók óta elérte a civilizált társadalom szintjét. Manapság szétterjedtek a Galaxisban, ahol mérnökként, matematikusként, művészként, tudósként, könyvelőként, sebészorvosként vagy zenészként dolgoznak. Mivel köztük vannak Erő-érzékenyek, egyes bithek jedik lettek, míg mások sithek. 300 BBY-ben egy hiperhajtó gép jogtulajdona feletti viszályban polgárháború tört ki a bithek között, ez volt a Nozho–Weogar háború az ügyben két rivális városállam neve után. Egymás ellen biológiai fegyvereket is bevetettek, e polgárháború következtében jött létre a fajuk harmadik alfaja, a legyőzött y'bithek. A háború miatt a Clak'dor VII lakhatatlanná vált, ökoszisztémája elpusztult, ahogy a bith ipar is megbénult; a bolygón maradt bithek lezárt városaikba voltak kénytelenek visszahúzódni, importra szorulva a túlélésért, míg a bolygón kívül tartózkodó bithek soha nem tudtak oda visszatérni. A konfliktus következményei miatt a bitheket később már inkább a pacifizmus jellemezte, akik főleg zenei kultúrájukkal tűntek ki.

## Megnevezett bithek
- Unaw Aharo – férfi; jedi lovag
- Figrin D'an – férfi; a Modal Nodes együttes vezére
- Barquin D'an – férfi; a Max Rebo Band tagja, Figrin D'an testvére
- Dooce Everton – férfi; a Coruscanton nyomozó
- Fabizan – férfi; kereskedő, talán csempész
- Herian I'ngre – nő; vadászpilóta
- Jinkins – férfi; a Nym nevű kalóz gépésze és tábornoka
- Thal K'sar –  férfi; kereskedő
- Ulaha Kore – nő; jedi lovag és zenész
- Ph'ton – férfi; jedi mester
- Rappapor – férfi; csempész
- Darth Tenebrous – férfi; sith úr
- Thalleus Tharn – férfi; híres agysebész és orvos
- Darth Venamis – férfi; sith úr, Darth Tenebrous tanítványa

## Megjelenésük a filmekben, könyvekben, videojátékokban
A bitheket az „Egy új remény” című filmben láthatjuk először. „A klónok háborúja” című televíziós sorozat több részében is szerepelnek bithek. Könyvekben, képregényekben és videojátékokban is olvashatunk, illetve láthatunk bitheket.

## Fordítás
- Ez a szócikk részben vagy egészben a Bith című Wookieepedia-szócikk fordítása. Az eredeti cikk szerkesztőit annak laptörténete sorolja fel.